# PC Engine Fan
 (août 2015).
Si vous disposez d'ouvrages ou d'articles de référence ou si vous connaissez des sites web de qualité traitant du thème abordé ici, merci de compléter l'article en donnant les références utiles à sa vérifiabilité et en les liant à la section « Notes et références ».
PC Engine Fan (PCエンジンFAN) est un magazine japonais consacré à la PC-Engine et édité par Tokuma Shoten de 1988 à 1996.

## Histoire
La première sortie de PC Engine Fan a eu lieu en décembre 1988. Le magazine a pour origine une section de Family Computer Magazine.

## CD-ROMs
Au cours de son histoire, PC Engine Fan a produit plusieurs disques qui pouvaient être lus sur une PC Engine avec le CD-ROM² additionnel. Le premier disque est notable car il incluait deux jeux homebrew qui n'étaient pas vendus au détail. Ces jeux développés avec le kit Develo (en), étaient Frisbee Ken John, un jeu n'utilisant qu'un bouton où un chien attrapait un Frisbee, et Maru-Maru, un simple casse-briques[réf. à confirmer].
- PC Engine Fan: Special CD-ROM Vol. 1 contained a simplified version of the game Virgin Dream as well as two homebrew games; Frisbee Ken John and Maru-Maru[réf. à confirmer][2],[réf. à confirmer][3].
- PC Engine Fan: Special CD-ROM Vol. 2 contient des démos de Kokuu Hyouryuu Nirgends et Blue Breaker: Ken yori mo Hohoemi o[4],[5].
- PC Engine Fan: Special CD-ROM Vol. 3 contient une démo de Super God Trooper Zeroigar[6].
- Super PC Engine Fan Deluxe Special CD-ROM Vol.1 contient des démos de Angelique Special 2, Yuna FX, Nirgends et Fire Woman[7].
- Super PC Engine Fan Deluxe Special CD-ROM Vol.2 contient des démos de Comic Road, Tonari no Princess Rolfee!, Zoku Hatsukoi Monogatari et Last Imperial Prince[8].